# Distretto di Phra Thong Kham
Il distretto di Phra Thong Kham (in thailandese: พระทองคำ) è un distretto (amphoe) della Thailandia, situato nella provincia di Nakhon Ratchasima.